# Jerzu
Jerzu (sardinski: Jèrsu) je grad i općina (comune) u pokrajini Nuoru u regiji Sardiniji, Italija. Nalazi se na nadmorskoj visini od 427 metara i ima 3 166 stanovnika.
 Prostire se na 102,61 km². Gustoća naseljenosti je 31 st/km².
Susjedne općine su: Arzana, Cardedu, Gairo, Lanusei, Osini, Tertenia, Ulassai i Villaputzu.